# 歩兵第39連隊
歩兵第39連隊（ほへいだい39れんたい、歩兵第三十九聯隊）は、大日本帝国陸軍の連隊のひとつ。

## 沿革
- 1896年（明治29年）11月16日 - 連隊本部・第1大隊を設置
- 1898年（明治31年）3月24日 - 軍旗拝受
- 1904年（明治37年） - 日露戦争に従軍
  - 10月 - 沙河会戦（詳細後述）
- 1906年（明治39年）2月6日 - 帰還
- 1907年（明治40年）～ 1909年（明治42年） - 満州守備
- 1914年（大正3年） - 第一次世界大戦・青島攻略戦参加
- 1918年（大正7年） - 米騒動鎮圧に出動
- 1922年（大正11年） - 神戸造船所争議に1個大隊出動
- 1925年（大正14年）～ 1927年（昭和2年） - 満州駐箚（第3大隊欠）
- 1932年（昭和7年）～ 1934年（昭和9年） - 満州に派遣
- 1937年（昭和12年） - 日中戦争勃発、徳州の戦いなどに参加
- 1938年（昭和13年）
  - 2月 - 華北へ転進
  - 5月 - 徐州会戦に参加

- 1940年（昭和15年）8月 - チャムスに駐屯
- 1944年（昭和19年） - フィリピン防衛の派遣が決定される
- 1945年（昭和20年）
  - 1月9日 - バターン半島に上陸していた本連隊はアメリカ軍と交戦
  - 2月末 - ナチブ山に転進
  - 8月15日 - 終戦
  - 9月6日 - 下山・降伏
- 1945年11月[1] ～ 1946年（昭和21年）6月 - 帰国・復員

（出典：）　　　　　　　　　　　　　　　　　　　　　　　　　　　　　　　　　　　　　　　　　　　　　　　　　　　　　　　　　　　　　　　　

## 概要
姫路城下・旧中曲輪内に衛戍地を置く（現・姫路市立白鷺小中学校、兵庫県立姫路聴覚特別支援学校他）。日中戦争では苦戦しながらも功績を残す。フィリピン防衛戦では建武集団として奮戦するが、日本軍側はアメリカ軍にも苦しめられたが飢餓やマラリアなど伝染病でも苦しめられ、建武集団は壊滅状態になり終戦。生存者は280名余り。沙河会戦、フィリピン防衛戦などでの戦歴を見る限り白兵戦、ゲリラ戦が得意な連隊だと思われる。

### 血染めの軍旗
同連隊の軍旗は、沙河会戦・山塊石山の夜襲白兵戦において、致命傷を負った旗手の鮮血を受けたため、血染めの軍旗（血染めの連隊旗）と謳われ崇敬されている。同会戦では聨隊長が戦死、旗手も2名が立て続けに戦死するという激戦であった。1919年（大正8年）頃時点で既に旗の布地は旗竿側上部のみが残存している状態で、そこに黒ずんだ血痕が付着していた。
終戦の際に軍旗奉焼命令が届かず、話し合いの結果軍旗を分解して、旗竿は漆を剥ぎ取って連隊長が杖に偽装し、旗の布地と房の一部は幹部が分担して秘匿することとなる。旗竿の菊の御紋章は道中で川に投擲処分され、房の残部と旗竿の漆は密かに奉焼された。
アメリカ軍の目を免れて持ち帰った軍旗断片は占領期には姫路の尼寺・見星寺ほかに秘匿される。見星寺に米軍の憲兵が調査に入ったときには住職自ら毅然と対応し難を逃れている。1965年（昭和40年）軍旗断片は陸上自衛隊姫路駐屯地内資料館に（一部を見星寺や姫路城下の記念碑地下へ）納められ、これを機に軍旗奉賛会を創立。姫路駐屯地や姫路護国神社で軍旗祭も行われるようになる。同会解散後の軍旗は1998年（平成10年）靖国神社遊就館へ安置される。

## 歴代連隊長
| 代 | 氏名       | 在任期間                   | 備考               |
| -- | ---------- | -------------------------- | ------------------ |
| 1  | 岡直臣     | 1896.9.25 - 1903.8.8       | 中佐、大佐昇進     |
| 2  | 安村範雄   | 1903.8.8 - 1904.10.11      | 戦死し少将に特進   |
| 3  | 丸山直寛   | 1904.10.12 -               | 中佐               |
| 4  | 久能司     | 1906.3.15 - 1908.3.18      | 中佐、1906.12.大佐 |
| 5  | 松村安雄   | 1908.3.18 - 1912.9.28      | 中佐、大佐昇進     |
| 6  | 小田切政純 | 1912.9.28 - 1913.8.22      |                    |
| 7  | 藤田直太郎 | 1913.8.22 - 1916.1.21      |                    |
| 8  | 小島鐐太郎 | 1916.1.21 - 1916.8.18      |                    |
| 9  | 島内源一郎 | 1916.8.18 - 1917.8.6       |                    |
| 10 | 馬場儀雄   | 1917.8.6 -                 |                    |
| 11 | 五味為吉   | 1918.10.13 -               |                    |
| 12 | 松井石根   | 1919.2.20 -                |                    |
| 13 | 山本鶴一   | 1921.5.26 - 1922.8.15      |                    |
| 14 | 古川三郎   | 1922.8.15 - 1923.8.6       |                    |
| 15 | 鎌田弥彦   | 1923.8.6 -                 |                    |
| 16 | 天野六郎   | 1926.3.2 - 1928.8.10       |                    |
| 17 | 長富初美   | 1928.8.10 -                |                    |
| 18 | 舟橋茂     | 1931.8.1 -                 |                    |
| 19 | 竹本宇太郎 | 1932.12.7 -                |                    |
| 20 | 小玉与一   | 1935.3.15 -                |                    |
| 22 | 沼田多稼蔵 | 1936.12.1 -                |                    |
| 23 | 太田米雄   | 1938.6.22 -                |                    |
| 24 | 原田義和   | 1939.8.1 -                 |                    |
| 25 | 坂井武     | 1940.10.22 -               |                    |
| 末 | 永吉実展   | 1944.8.14 - 1945.11.13復員 |                    |